# Augusta (Arkansas)
Augusta – miasto w Stanach Zjednoczonych, w stanie Arkansas, siedziba administracyjna hrabstwa Woodruff.